# Östlicher Neuburger Wald und Innleiten bis Vornbach
Östlicher Neuburger Wald und Innleiten bis Vornbach este o arie protejată (arie specială de conservare — SAC, sit de importanță comunitară — SCI) din Germania întinsă pe o suprafață de 1.243,67 ha, integral pe uscat.

## Localizare
Centrul sitului Östlicher Neuburger Wald und Innleiten bis Vornbach este situat la coordonatele 48°32′03″N 13°25′42″E / 48.5342°N 13.4283°E.

## Înființare
Situl Östlicher Neuburger Wald und Innleiten bis Vornbach a fost declarat sit de importanță comunitară în noiembrie 2004 pentru a proteja 2 specii de animale. Situl a fost protejat și ca arie specială de conservare în aprilie 2016.

## Biodiversitate
Situată în ecoregiunea continentală, aria protejată conține 4 habitate naturale: Păduri de fag Luzulo-Fagetum, Păduri de fag Asperulo-Fagetum, Păduri pe pante, grohotișuri și ravene de Tilio-Acerion, Păduri aluvionare cu Alnus glutinosa și Fraxinus excelsior (Alno-Padion, Alnion incanae, Salicion albae).
La baza desemnării sitului se află mai multe specii protejate:
- amfibieni (1): izvoraș-cu-burta-galbenă (Bombina variegata)
- nevertebrate (1): Euplagia quadripunctaria